# Clario Onesti
Clario Onesti (Zibello, 9 dicembre 1921 – Trezzo sull'Adda, 5 marzo 1997) è stato un pittore, fumettista e incisore italiano fu un apprezzato illustratore per case editrici italiane e straniere oltre che pittore e incisore apparso su autorevoli riviste d'arte.

## Biografia
Da giovane si trova ad Asmara, in Eritrea quando, dal 1939, esordì come disegnatore dedicandosi all'illustrazione, alla cartellonista cinematografica, oltre che poi anche alla scultura; in questo periodo scrive anche sceneggiature per alcune serie a fumetti pubblicate sul giornale eritreo L'Avventura, come Il dottor Elios, I tre moschettieri, Harun il pirata fenicio, Sempronio Posapiano che disegna firmandosi con gli pseudonimi "Sti", "Clarius" o "Cla". Nel secondo dopoguerra rientra in Italia, stabilendosi nel 1946 a Roma, dove continua a disegnare. Inizia con alcune pubblicazioni legate al Partito Comunista Italiano come Il Pioniere, per il quale realizza diverse serie a fumetti, seguite negli anni cinquanta da collaborazioni con riviste che pubblicano cineromanzi realizzando anche numerose copertine.
Clario Onesti ha illustrato 19 racconti a puntate anche sul Pioniere tra il 1950 al 1961. I racconti si possono trovare nell'indice generale de Pioniere
Alla fine degli anni cinquanta collabora con diversi editori, anche stranieri. Per la Casa Editrice Universo realizza dalla fine degli anni cinquanta in poi, sia per Intrepido che per gli Albi dell'Intrepido, diverse storie a fumetti, sia singole che a serie, come Sem…olino Flash (1957-1963), Girano di Bergevac (1959-1960), I parrucchieri della prateria (1960), L'ultima riva (1961), Lo sparviero della sierra del sole (1961-1962), Le tre aquile, un fiore per Larry, La dea delle piramidi e Addio Aldebran (1963); per la Edizioni Bianconi realizza durante gli anni sessanta alcune storie e le copertine delle serie Sadik e Desperado.
Trasferitosi a Milano durante gli anni cinquanta, vi conosce Giulio Vito Musitelli, direttore dell'Accademia Carrara di Bergamo, il quale lo introduce all'arte incisoria alla quale vi si dedica, affiancandola alla pittura, partecipando poi con le sue opere, pittoriche e incisorie, a molte mostre che attirano l'attenzione delle critica divenendo uno dei più noti incisori italiani, lega inoltre il suo nome all'invenzione di una nuova tecnica di incisione, ideata durante gli anni settanta e ottanta, eseguita per mezzo di una punta meccanica vibrante. Nei primi anni settanta insegna l'arte incisoria all'Accademia d'Arte di Urbino.

## Riconoscimenti
- premio “Leone d’oro” per la Grafica (Firenze, 1977)[2]
- premio “Leone d’oro” per la Pittura (1978)[2]
- primo premio “Marco Aurelio” (Roma, 1975)[2]
- primo premio “Tranquillo Cremona” per la Grafica, Milano (1980)[2]

## Mostre
Personali
- Presso la Galleria S. Gottardo di Milano (1969)

- Presso il Palazzo delle Manifestazioni di Salsomaggiore (1977)
- Presso la Galleria Sever di Milano (1987)
- Presso la sala incontri di ArteCultura di Milano (1993)
- Sturm und Drang, presso Atelier S. Marta di Milano (1995)
- Presso il Museo Civico di Treviglio (1997)
- Clario Onesti in Val di Sole, presso il Comune di Mezzana (1998)
- Presso il Palazzo Trombini in Melegnano (1999)
- Presso Palazzo Rho in Borghetto Lodigiano (2000)
- Antologica La potenza espressiva di Clario Onesti, presso i locali della Sella Consult Sim a Milano (2002)